# Ntambanana
Ntambanana – gmina w Republice Południowej Afryki, w prowincji KwaZulu-Natal, w dystrykcie uThungulu. Siedzibą administracyjną gminy jest Empangeni.